# Pararge aestivalis
Pararge aestivalis är en fjärilsart som beskrevs av Hans Fruhstorfer 1909. Pararge aestivalis ingår i släktet Pararge och familjen praktfjärilar. Inga underarter finns listade i Catalogue of Life.